# Iglesia monolítica de Saint-Émilion

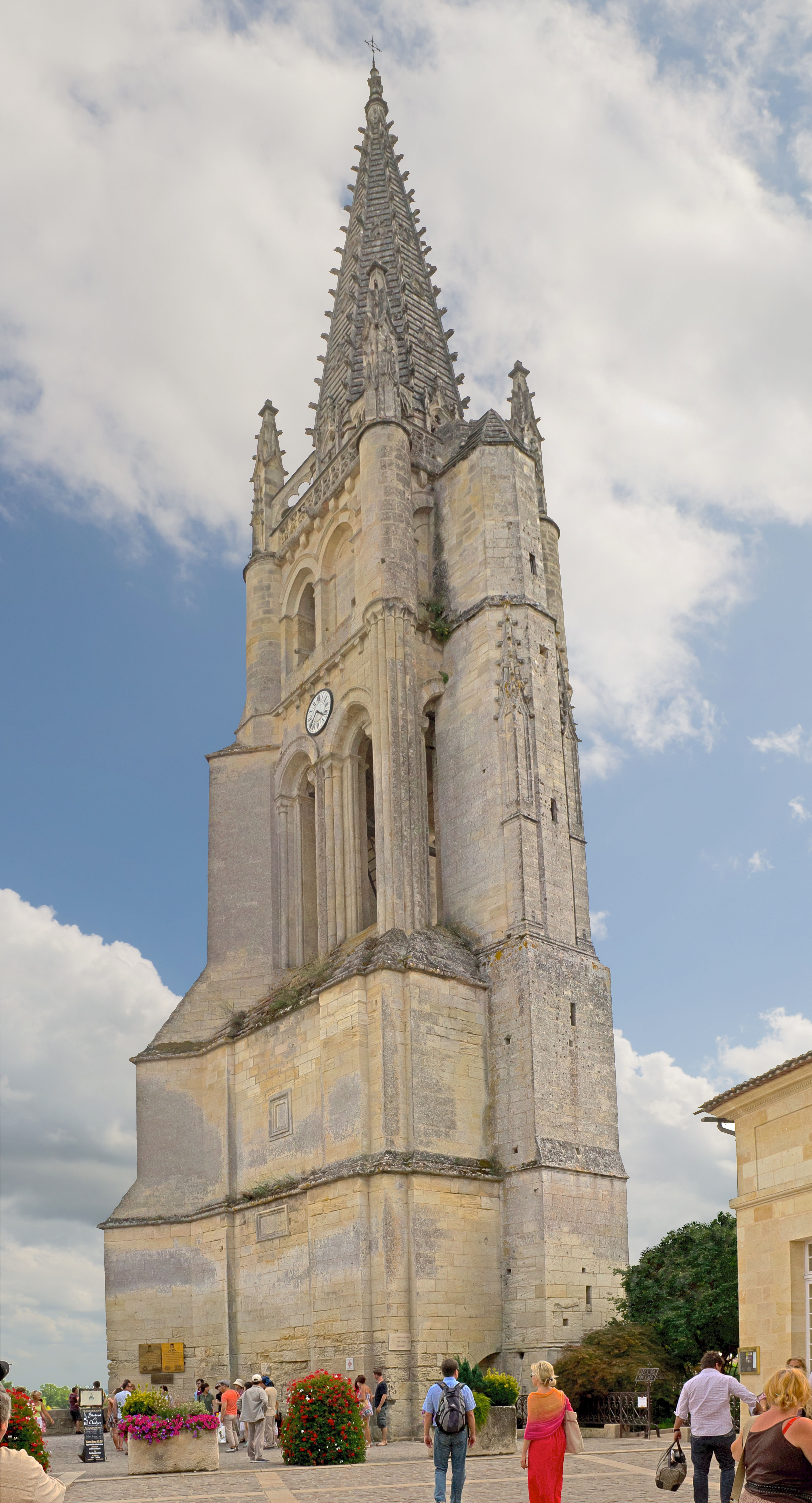
Vista del campanario

La iglesia monolítica de Saint-Émilion es una iglesia monolítica de Francia completamente cavada en la roca caliza bajo tierra, en el municipio de Saint-Émilion cerca de Burdeos en la región de Aquitania. La iglesia de arquitectura rupestre tiene una altura que parece una catedral subterránea. Es la más vasta de Europa por sus dimensiones.
Esta iglesia es el resultado de la ampliación de cuevas. Se dice que los monjes que la excavaron llegaron a ser cincuenta y cinco en algunos momentos. El interior sorprende tanto por la amplitud de las naves, cortadas en la piedra, como por el corte perfectamente regular de las bóvedas y los pilares cuadrangulares. Un bajo relieve en el fondo de la nave central representa dos ángeles guardianes de las puertas del Paraíso.

## El campanario
El campanario situado exactamente sobre la iglesia monolítica comenzó a ser construido desde el siglo XII. Sin embargo, sólo la planta baja y el primer piso datan de esta época. El segundo y tercer piso están edificados en el siglo XIII y se terminó totalmente con escalera incluida al final de la Edad Media, (siglo XV).